# Tenseur de Riemann
 (octobre 2007).

Motivation de la courbure de Riemann pour les variétés sphériques.

En géométrie riemannienne, le tenseur de courbure de Riemann-Christoffel, est la façon la plus courante d'exprimer la courbure des variétés riemanniennes, ou plus généralement d'une variété disposant d'une connexion affine, avec ou sans torsion.
Soit deux géodésiques d'un espace courbe, parallèles au voisinage d'un point P. Le parallélisme ne sera pas nécessairement conservé en d'autres points de l'espace. Le tenseur de courbure de Riemann exprime l'évolution de ces géodésiques l'une par rapport à l'autre. Plus l'espace est courbe, plus les géodésiques vont se rapprocher ou s'éloigner rapidement.

## Définition
Le tenseur de courbure est formulé à l'aide d'une connexion de Levi-Civita (ou plus généralement d'une connexion affine) {\displaystyle \nabla } (ou dérivée covariante) par la formule suivante :
Pour tous champs de vecteurs u, v et w de la variété :
| {\displaystyle R(u,v)w=\nabla _{u}\nabla _{v}w-\nabla _{v}\nabla _{u}w-\nabla _{[u,v]}w.} |

où {\displaystyle [\ ,\ ]} est le crochet de Lie. 
Ici {\displaystyle R(u,v)} est une transformation linéaire selon chacun de ses arguments sur l'espace tangent de la variété.
N.B. : certains auteurs définissent le tenseur de courbure comme du signe opposé.
Si {\displaystyle u={\partial  \over \partial x_{i}}} et {\displaystyle v={\partial  \over \partial x_{j}}} sont des champs de vecteurs de coordonnées, alors {\displaystyle [u,v]=0} et on peut ré-écrire la formule :
{\displaystyle R(u,v)w=\nabla _{u}\nabla _{v}w-\nabla _{v}\nabla _{u}w}
Le tenseur de courbure mesure alors la non-commutativité de la dérivée covariante.
La transformation linéaire {\displaystyle w\mapsto R(u,v)w} est aussi appelée la transformation de courbure ou endomorphisme.
En termes de coordonnées, cette équation peut être ré-écrite en utilisant les symboles de Christoffel :
| {\displaystyle {R^{\sigma }}_{\mu \nu \kappa }={\partial {\Gamma ^{\sigma }}_{\mu \kappa } \over \partial x^{\nu }}-{\partial {\Gamma ^{\sigma }}_{\mu \nu } \over \partial x^{\kappa }}+{\Gamma ^{\sigma }}_{\nu \lambda }{\Gamma ^{\lambda }}_{\mu \kappa }-{\Gamma ^{\sigma }}_{\kappa \lambda }{\Gamma ^{\lambda }}_{\mu \nu }} |

## Symétries et identités
Le tenseur de courbure de Riemann a les symétries suivantes :
{\displaystyle R(u,v)=-R(v,u)_{}^{}}
{\displaystyle \langle R(u,v)w,z\rangle =-\langle R(u,v)z,w\rangle _{}^{}}
{\displaystyle R(u,v)w+R(v,w)u+R(w,u)v=0_{}^{}}
La dernière identité a été découverte par Ricci, mais est souvent nommé première identité de Bianchi ou identité algébrique de Bianchi.
Ces trois identités forment une liste complète des symétries de tenseur de courbure, c'est-à-dire qu'étant donné un tenseur respectant les identités ci-dessus, on peut trouver une variété de Riemann disposant d'un tel tenseur de courbure en un point. De simples calculs mathématiques montrent qu'un tel tenseur a {\displaystyle n^{2}(n^{2}-1)/12} composants indépendants où {\displaystyle n} est la dimension de la surface,,.
Il est possible de déduire une autre identité utile à partir de ces trois équations :
{\displaystyle \langle R(u,v)w,z\rangle =\langle R(w,z)u,v\rangle _{}^{}}
L'identité de Bianchi (souvent appelée seconde identité de Bianchi ou identité différentielle de Bianchi) implique les dérivées covariantes :
{\displaystyle \nabla _{u}R(v,w)+\nabla _{v}R(w,u)+\nabla _{w}R(u,v)=0}
Étant donné un référentiel donné en un point d'une variété, les identités précédentes peuvent être écrites en termes des composants du tenseur de Riemann comme :
{\displaystyle R_{abcd}^{}=-R_{bacd}=-R_{abdc}}
{\displaystyle R_{abcd}^{}=R_{cdab}}
{\displaystyle R_{abcd}+R_{acdb}+R_{adbc}=0} également écrit {\displaystyle R_{a[bcd]}^{}=0} (première identité de Bianchi)
{\displaystyle R_{abcd;e}+R_{abde;c}+R_{abec;d}=0} également écrit {\displaystyle R_{ab[cd;e]}^{}=0} (seconde identité de Bianchi)
où la notation entre crochets représente ici l'antisymétrisation du tenseur selon les indices, et le point-virgule représente la dérivée covariante.

## Tenseur de Riemann d'une surface
Gauss a trouvé une formule de la courbure K d'une surface par un calcul assez compliqué mais plus simple en coordonnées de Riemann où elle est égale au tenseur de Riemann dit « entièrement covariant » {\displaystyle R_{xyxy}} qui s'écrit alors, en deux dimensions,
{\displaystyle R_{xyxy}=-{\frac {1}{2}}\left({\frac {\partial ^{2}g_{xx}}{\partial y^{2}}}+{\frac {\partial ^{2}g_{yy}}{\partial x^{2}}}\right)=K}
où {\displaystyle g_{xx}} et {\displaystyle g_{yy}} sont les coefficients de la métrique en coordonnées de Riemann, c'est-à-dire des coordonnées cartésiennes locales.
En coordonnées de Gauss, la formule étant compliquée, nous nous limiterons à une métrique diagonale :
{\displaystyle R_{uvuv}=-{\frac {g_{uu,vv}+g_{vv,uu}}{2}}+{\frac {g_{uu,v}^{2}}{4g_{uu}}}+{\frac {g_{vv,u}^{2}}{4g_{vv}}}+{\frac {g_{uu,u}g_{vv,u}}{4g_{uu}}}+{\frac {g_{vv,v}g_{uu,v}}{4g_{vv}}}}
où, pour simplifier l'écriture, la virgule indique une dérivation partielle. {\displaystyle g_{uu}} et {\displaystyle g_{vv}} sont les coefficients de la métrique en coordonnées de Gauss u et v (le « mollusque » d'Einstein). Les u et v peuvent être remplacés par n'importe quel système de coordonnées, la formule restera valable, par exemple en coordonnées sphériques où u et v sont remplacés par {\displaystyle \theta } et {\displaystyle \phi }. Il peut être pratique d'utiliser la forme en déterminant de la formule précédente, dite de Brioschi :
{\displaystyle R_{uvuv}={\begin{vmatrix}-{\frac {g_{uu,vv}+g_{vv,uu}}{2}}+{\frac {g_{uu,v}^{2}}{4g_{uu}}}+{\frac {g_{vv,u}^{2}}{4g_{vv}}}&{\frac {g_{uu,u}}{2g_{uu}}}&-{\frac {g_{uu,v}}{2g_{vv}}}\\-{\frac {1}{2}}g_{vv,u}&1&\\{\frac {1}{2}}g_{vv,v}&&1\end{vmatrix}}}
Pour une métrique non diagonale, la courbure de Gauss est : 
{\displaystyle K={\frac {1}{(EG-F^{2})^{2}}}\left[{\begin{vmatrix}-{\frac {1}{2}}E_{vv}+F_{uv}-{\frac {1}{2}}G_{uu}&{\frac {1}{2}}E_{u}&F_{u}-{\frac {1}{2}}E_{v}\\F_{v}-{\frac {1}{2}}G_{u}&E&F\\{\frac {1}{2}}G_{v}&F&G\end{vmatrix}}-{\begin{vmatrix}0&{\frac {1}{2}}E_{v}&{\frac {1}{2}}G_{u}\\{\frac {1}{2}}E_{v}&E&F\\{\frac {1}{2}}G_{u}&F&G\end{vmatrix}}\right]}
où {\displaystyle E=g_{uu}}, {\displaystyle G=g_{vv}} et {\displaystyle F=g_{uv}}. Les indices correspondent à des dérivations partielles, sans la virgule utilisée précédemment.

## Tenseur de Riemann d'un espace à quatre dimensions
Une surface est plongée dans notre espace à trois dimensions. Lorsqu'on ajoute deux dimensions, on obtient une hypersurface à quatre dimensions (u,v,w,t) plongée dans un espace à cinq dimensions. Pour obtenir le tenseur de Riemann de cet espace, on rajoute deux termes supplémentaires dans l'expression du tenseur de Riemann d'une surface qui devient
{\displaystyle R_{uvuv}=-{\frac {g_{uu,vv}+g_{vv,uu}}{2}}+{\frac {g_{uu,v}^{2}}{4g_{uu}}}+{\frac {g_{vv,u}^{2}}{4g_{vv}}}+{\frac {g_{uu,u}g_{vv,u}}{4g_{uu}}}+{\frac {g_{vv,v}g_{uu,v}}{4g_{vv}}}-{\frac {g_{uu,w}g_{vv,w}}{4g_{ww}}}-{\frac {g_{uu,t}g_{vv,t}}{4g_{tt}}}}
Le tenseur de Riemann d'une métrique diagonale a six composantes non nulles {\displaystyle R_{uvuv}}, {\displaystyle R_{uwuw}}, {\displaystyle R_{vwvw}},pour l'espace à trois dimensions plus {\displaystyle R_{utut}}, {\displaystyle R_{vtvt}}, {\displaystyle R_{wtwt}}, pour l'extension à quatre dimensions.